# Dvojitý rybářský uzel

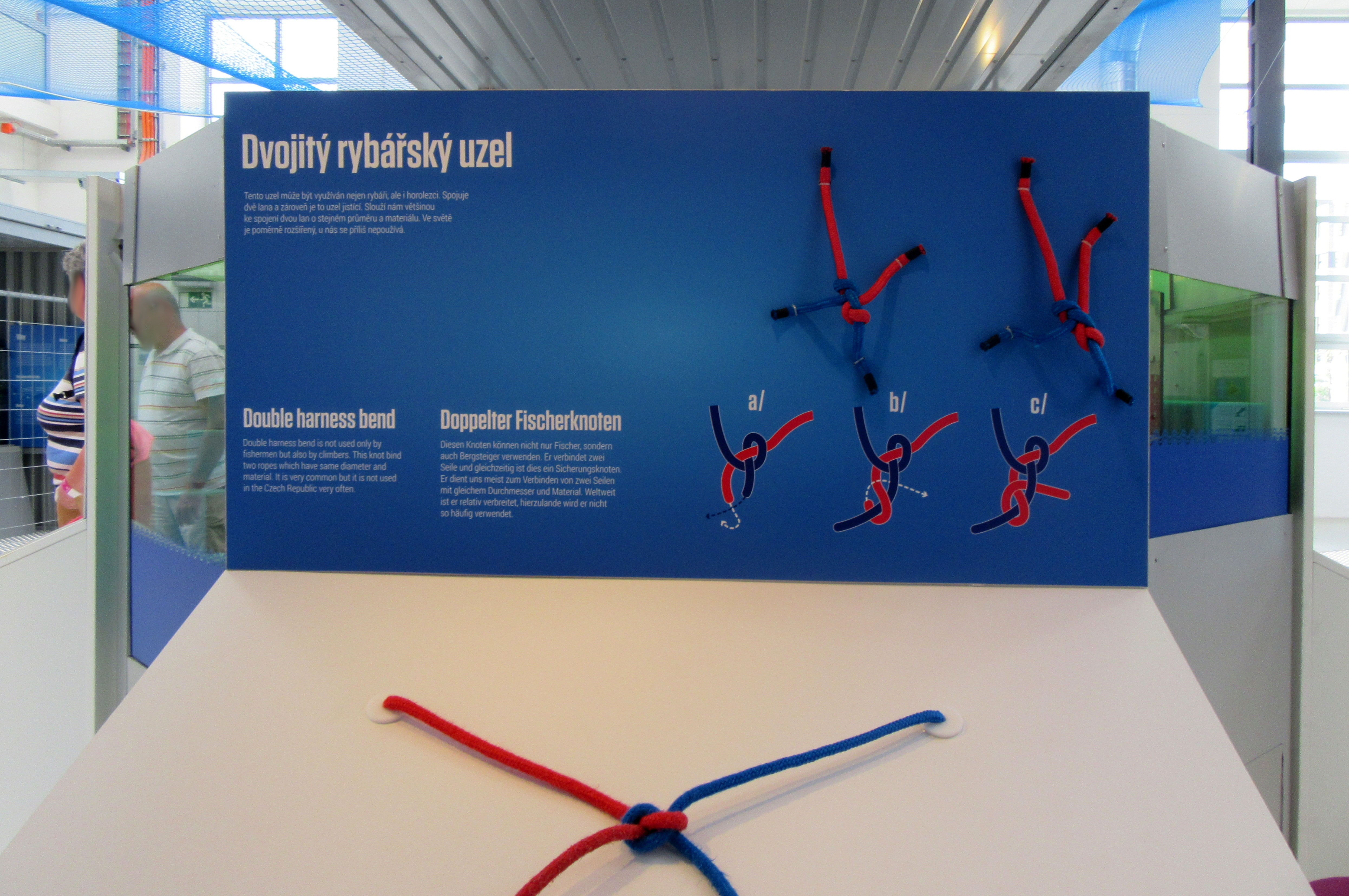
Postup uvázání

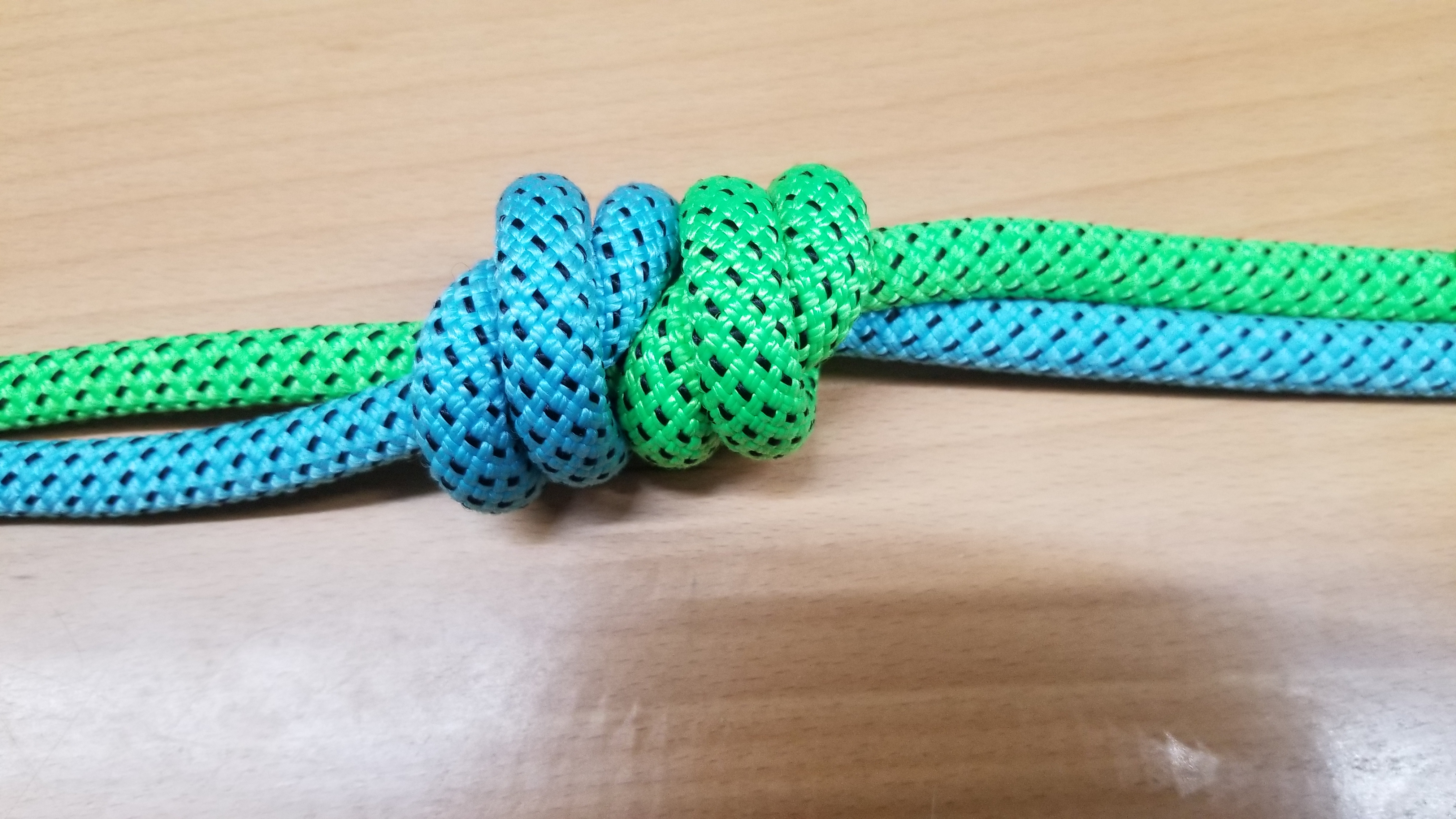
Dvojitá rybářská spojka

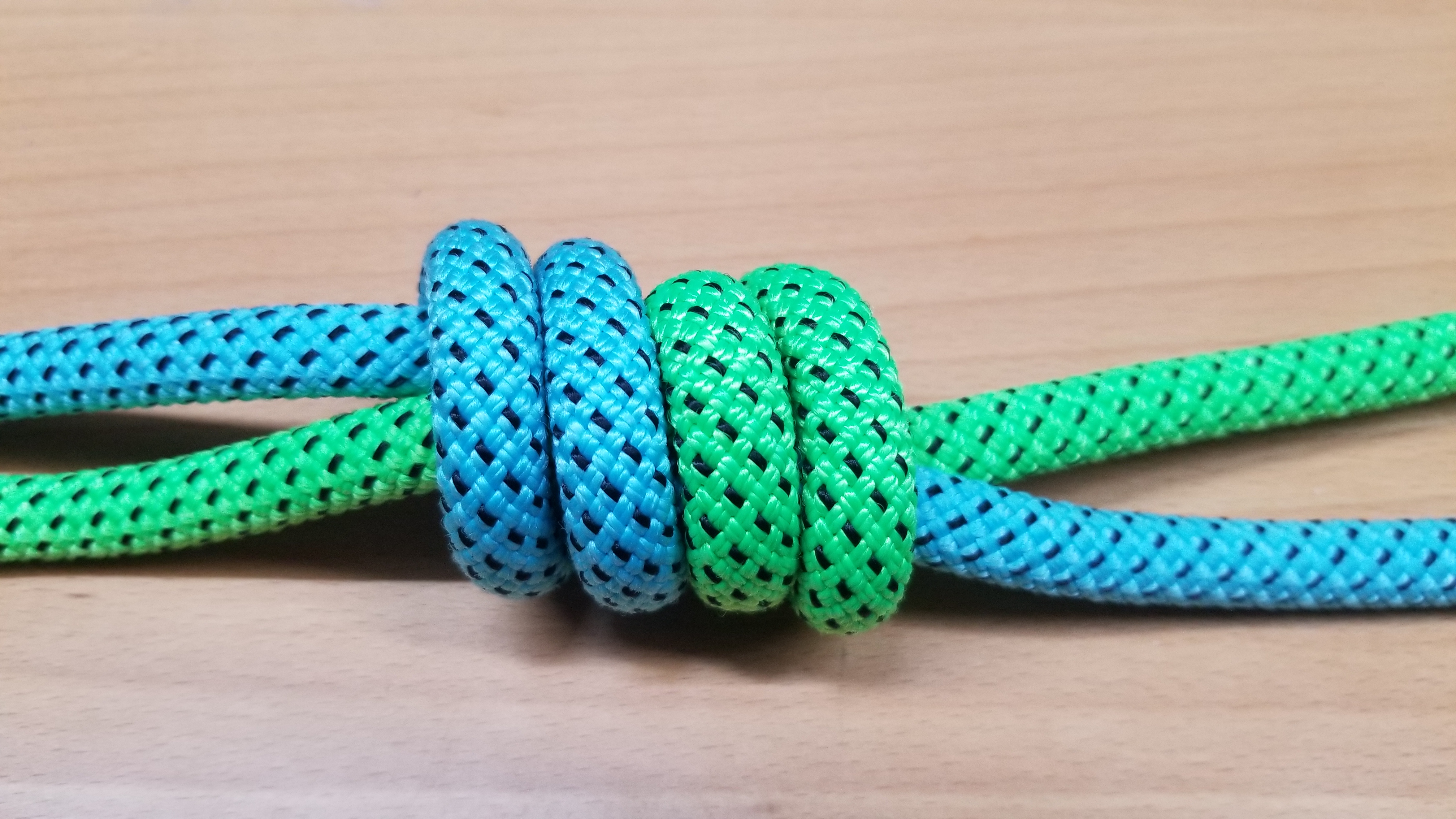
Dvojitá rybářská spojka z druhé strany

Dvojitý rybářský uzel je typ uzlu. Používá se ke spojení dvou i ne úplně stejně silných lan, jako koncový nebo pojistný uzel. Používají ho často rybáři, horolezci a jeskyňáři. Pro horolezce je jedním z nejdůležitějších uzlů. Používají i jednoduchý rybářský uzel, ale dvojitý je výrazně doporučovanější.
Pokud se použije pro spojení dvou konců lan či vlasců, nebo vytvoření pevného oka smyčky, nazývá se dvojitá rybářská spojka.